# Camillo Tarquini
Camillo Tarquini SJ (ur. 27 września 1810 w Marcie, zm. 15 lutego 1874 w Rzymie) – włoski kardynał.

## Życiorys
Urodził się 27 września 1810 roku w Marcie. W młodości wstąpił do zakonu jezuitów, a 15 sierpnia 1851 roku złożył profesję wieczystą. 21 września 1833 roku przyjął święcenia kapłańskie. 22 grudnia 1873 roku został kreowany kardynałem diakonem i otrzymał diakonię San Nicola in Carcere. Zmarł 15 lutego 1874 roku w Rzymie.